# Biota Francevilliana

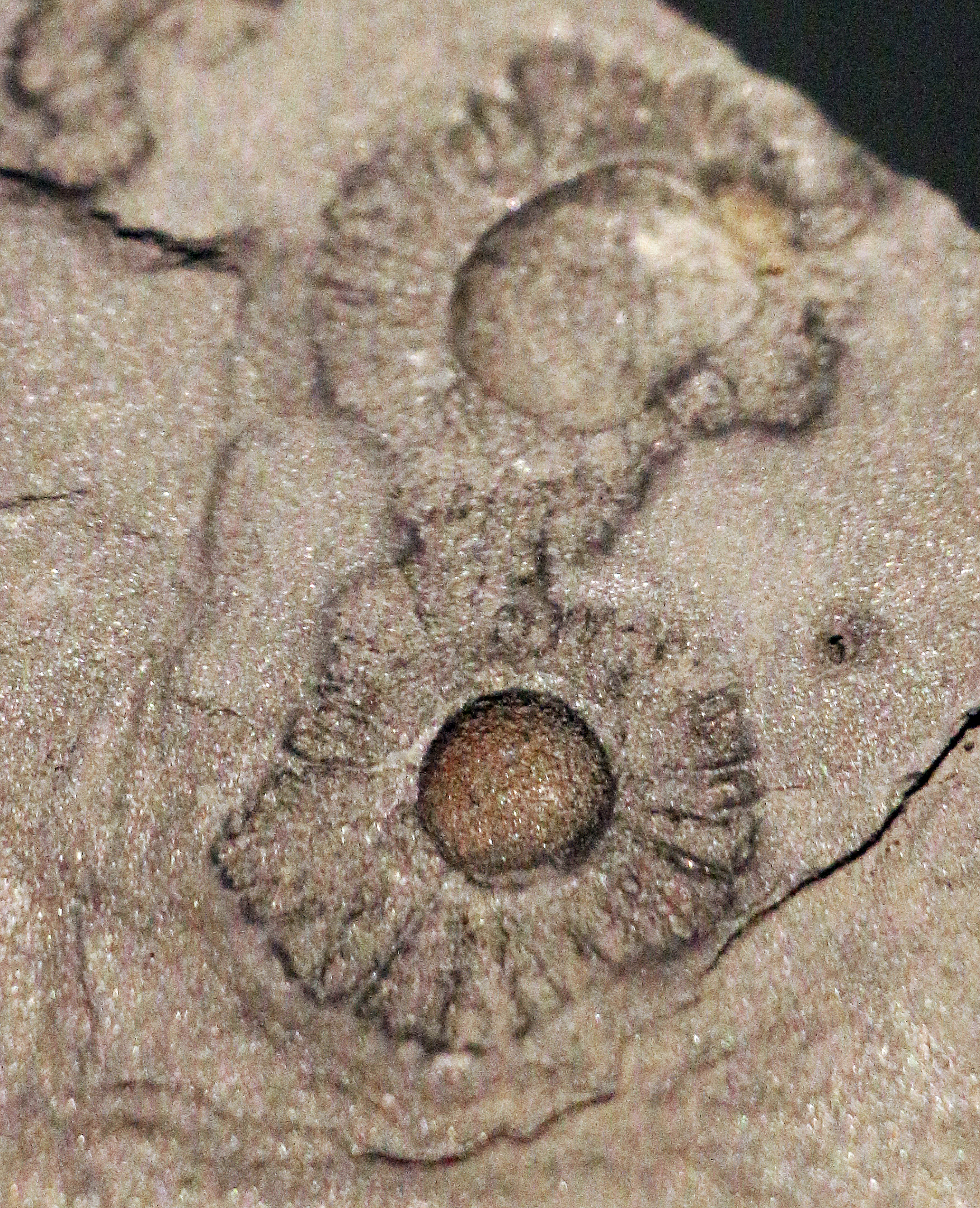
Exemplo de estrutura macroscópica referente à biota Francevilliana

A biota Francevilliana (também conhecida como macrofósseis do Gabão, Gaboniota ou fósseis do grupo Francevilliano) é uma coleção de estruturas macroscópicas paleoproterozóicas de 2,1 bilhões de anos, controversamente sugeridas como fósseis. São conhecidas da Formação Francevilliana B no Gabão, um xisto negro notável pela falta de qualquer metamorfismo perceptível.
As estruturas foram postuladas por alguns autores como evidências da forma mais antiga de vida multicelular e de eucariotos, tendo sido descobertas por uma equipe internacional liderada pelo geólogo franco-marroquino Abderrazak El Albani, da Universidade de Poitiers, na França. Embora ainda não tenham sido atribuídos a uma posição taxonômica formal, eles foram informal e coletivamente chamados de "Gaboniotos", inclusive pelo Museu de História Natural de Viena em 2014. Entretanto, o status das estruturas como fósseis tem sido questionado.

## Morfologia
As estruturas têm até 17 centímetros em tamanho. Formam discos achatados de morfologia característica, incluindo exemplares circulares e alongados. Um corpo central, esférico a elipsoidal, é delimitado por estruturas radiais. As estruturas mostram tridimensionalidade um crescimento supostamente coordenado.
Um estudo mais recente de 2014 realizado por El Albani et al. descreve vários tipos de estruturas com diferentes morfologias. Existem tubos enrolados e estruturas semelhantes a "colares de pérolas" que terminam em uma "flor". Este fato é análogo aos fungos viscosos dictiostelídeos, organismos amebianos que formam conjuntos multicelulares para migrar. No entanto, os dictiostelídeos são organismos terrestres e não marinhos, portanto as estruturas não podem ser simplesmente dictiostelídeos. Entre os fósseis conhecidos, os Ediacaran Nemiana e Beltanelloides são os mais semelhantes quando comparados ao "colar de pérolas".
Em 2023, mais estruturas foram estudadas por El Albani e colegas, e elas foram caracterizadas pelos autores como eucariotos. Elas parecem ser discos lenticulares achatados atingindo até 4,5 cm de diâmetro, com um interior compartimentado cercado por uma crista dentada com cerca de 1/6 do diâmetro de largura. Os autores levantaram a hipótese de que isso desempenhava um papel no seu movimento através de uma coluna de água, sugerindo que os organismos eram provavelmente planctônicos .
Descobriu-se que as estruturas tinham uma concentração incomum de zinco em comparação com os sedimentos circundantes, um elemento que desempenha uma função fundamental na bioquímica dos eucariotos.

## Localidade

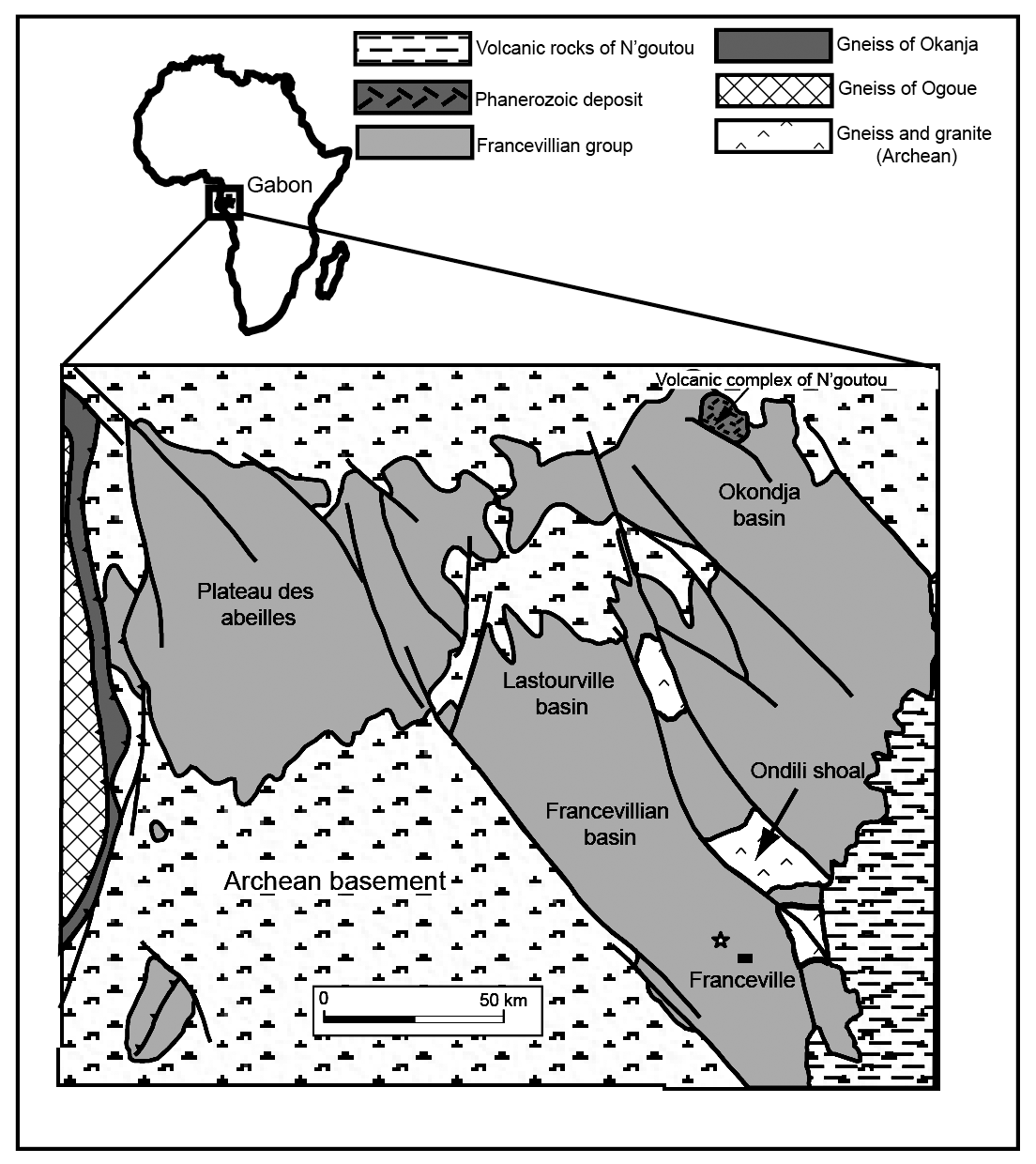
Geologia da bacia Francevilliana

As descobertas vêm de xistos da bacia de Franceville com uma alta densidade de até 40 estruturas por metro quadrado. Os autores propuseram que os organismos sobreviveram no fundo em colônias, em águas rasas do mar. A geoquímica do local indica estruturas formadas em sedimentos sob uma coluna de água oxigenada de um delta em progressão, sugerindo que, se fossem biológicas, as formas de vida teriam praticado respiração aeróbica.

## Interpretações
Ao descrever as estruturas, El Albani e colegas as descreveram como organismos coloniais com possíveis afinidades com eucariotos, semelhantes a esteiras microbianas, embora estas sejam diferentes de quaisquer estruturas conhecidas no registro fóssil, ainda notando a complexidade das estruturas e a presença de esterenos como sugestivos de uma possível identidade eucariota. Numa reportagem simultânea na Nature, o paleontólogo Philip Donoghue, da Universidade de Bristol, defende uma abordagem mais conservadora, enquanto se aguarda mais evidências antes de chamá-los de eucariontes.
Outra visão, defendida por Adolf Seilacher de Yale, interpreta os fósseis não como organismos, mas sim como pseudofósseis de piritas inorgânicas. El Albani et al. (2014) contestaram explicitamente a interpretação de Seilacher. Um estudo de 2016 de estruturas semelhantes em Michigan, com cerca de 1,1 bilhão de anos, descobriu que estas eram concreções, o que os autores sugeriram que lançava dúvidas sobre a biogenicidade das estruturas Francevillianas. Em um artigo de revisão de 2017, Emmanuelle J. Javaux e Kevin Lepot afirmaram que a natureza biogênica das estruturas macroscópicas era "questionável". Miao et al. 2019 afirmou que devido à “morfologia simples e à falta de características diagnósticas, sua afiliação eucariótica ainda permanece incerta”. Uma revisão de 2023 sugeriu que as estruturas eram potencialmente artefatos de diagênese, e que distinguir com segurança entre estruturas biogênicas e abiogênicas em rochas paleoproterozóicas poderia ser "extremamente difícil" e, portanto, a Biota Francevilliana e outros supostos fósseis multicelulares de idade semelhante "atualmente falham em passar por critérios rigorosos para que essas estruturas sejam vistas como fósseis genuínos". Uma análise isotópica das estruturas em 2023 descobriu que elas eram enriquecidas em isótopos de zinco, cobalto e níquel, sendo o zinco preferencialmente enriquecido em isótopos leves, que os autores sugeriram que poderiam representar o metabolismo eucariótico. No entanto, eles notaram que a Biota Francevilliana ainda é 400 milhões de anos mais velha do que é atualmente amplamente aceito para os primeiros eucariontes conhecidos.